# Ana Cristina de Sulzbach

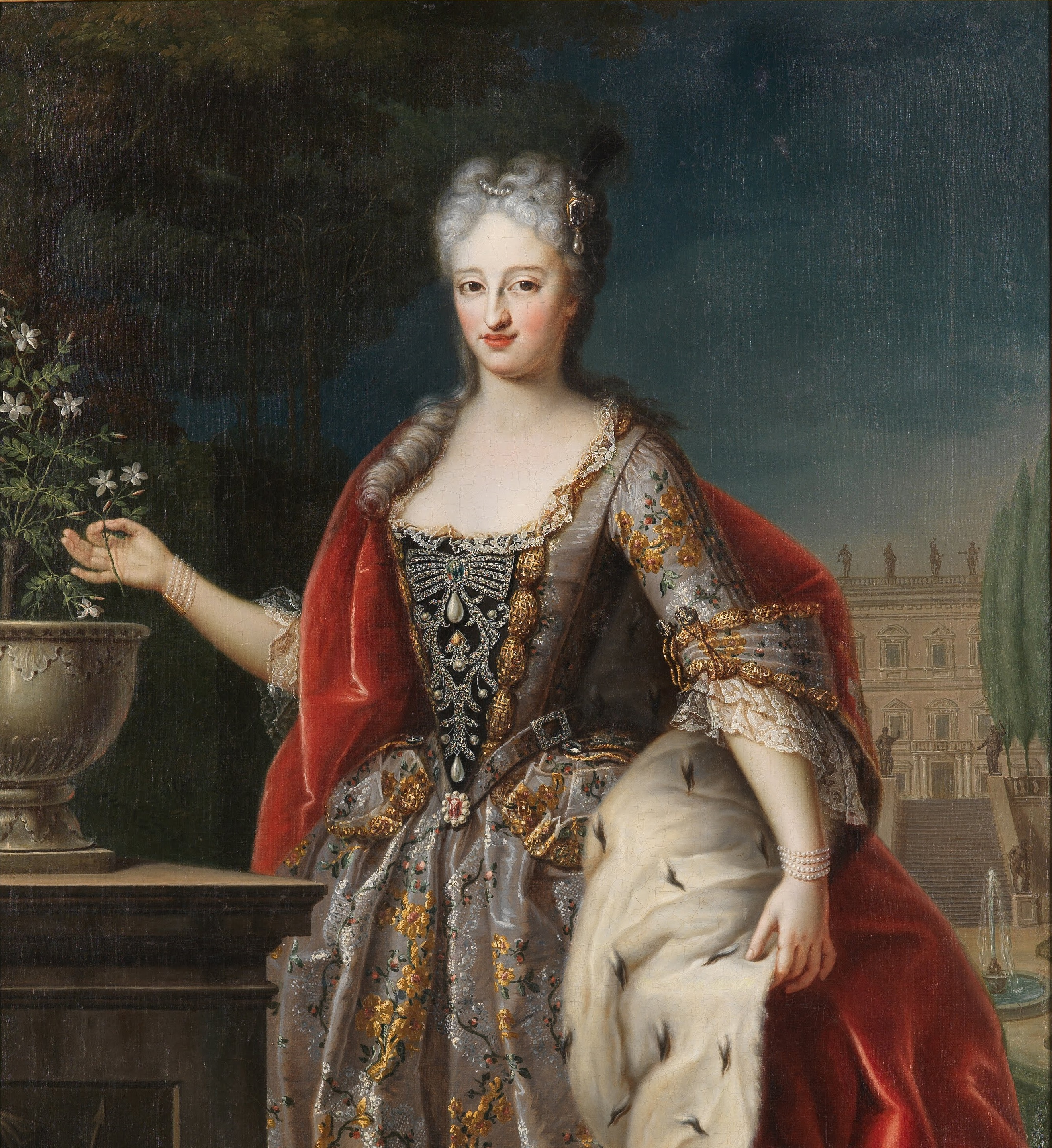
Ana Cristina de Sulzbach, Prințesă de Piemon

Ana Cristina de Sulzbach, Prințesă de Piedmont (Anne Christine Louise; 5 februarie 1704 – 12 martie 1723), a fost prima soție a Prințului Carol Emanuel de Piedmont.

## Biografie
Ana Cristina s-a născut la Sulzbach ca fiica contelui palatin Theodore Eustace (1659–1733), un membru al Casei de Wittelsbach, și al Mariei Eleonore de Hesse-Rotenburg, fiica lui Wilhelm, Landgraf de Hesse-Rotenburg. 
Ana Cristina a fost nepoata lui Ernest Leopold, Landgraf de Hesse-Rotenburg și verișoară primară cu regina Sardiniei, prințesa de Condé și cu prințesa de Carignan. Părinții ei s-au căsătorit în 1692 și Ana Cristina a fost al optulea copil al lor. Fratele ei mai mare, Johann Christian, i-a succedat tatălui lor ca Palatin.
La 15 martie 1722 la Vercelli, ea s-a căsătorit cu Carol Emanuel de Savoia, Prinț de Piemont și mai târziu rege al Sardiniei sub numele de Carol Emanuel al III-lea. El era al doilea fiu al regelui Victor Amadeus al II-lea al Sardiniei și al reginei Anne Marie d'Orléans și a devenit moștenitor aparent al tronului savoiard în 1715 după decesul fratelui său mai mare, Victor Amadeus.
În anul următor ea a dat naștere unui fiu care a fost numit Duce de Aosta. Ana Cristina a murit câteva zile mai târziu, la Torino, la 12 martie 1723, la vârsta de 19 ani. Singurul ei copil a murit la vârsta de doi ani. Soțul ei s-a recăsătorit de două ori și a mai avut nouă copii.